# Dizzy (Olly Alexander)
Dizzy è un singolo del cantante britannico Olly Alexander, pubblicato il 1º marzo 2024 come primo estratto dal primo album in studio Polari.

## Descrizione

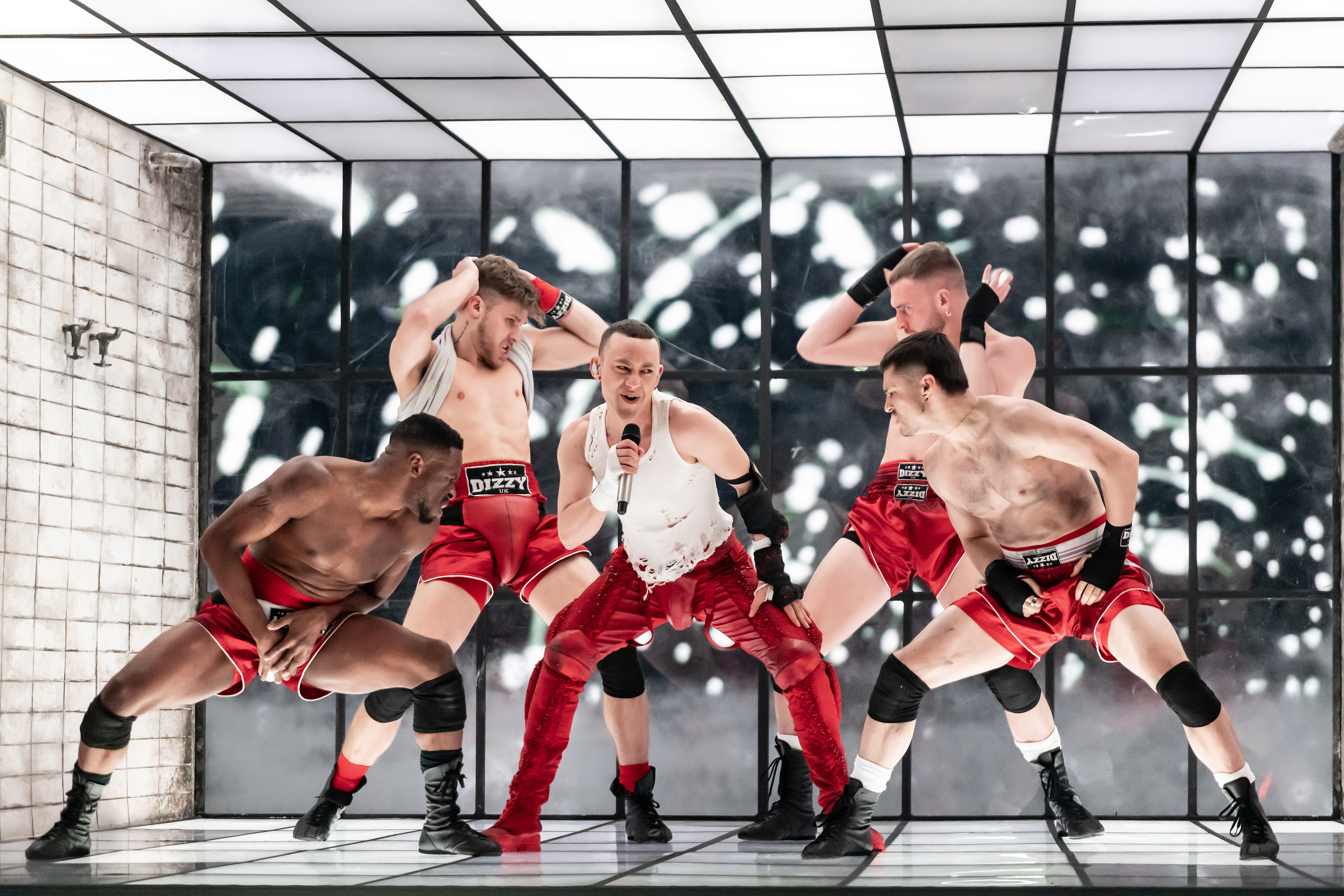
Olly Alexander mentre si esibisce sulle note di Dizzy alle prove semifinali dell'Eurovision Song Contest, 6 maggio 2024

Il 16 dicembre 2023, durante la finale del programma televisivo Strictly Come Dancing, Alexander ha annunciato di esser stato selezionato internamente come rappresentante nazionale per l'Eurovision Song Contest 2024 a Malmö. Dizzy è il primo brano pubblicato dall'artista in seguito allo scioglimento del gruppo Years & Years (2010-2023).

## Video musicale
Il video, diretto da Colin Solal Cardo e girato a Tbilisi, in Georgia, è stato pubblicato il 1º marzo 2024 attraverso il canale YouTube dell'artista.

## Tracce
Testi e musiche di Oliver Alexander Thornton, Danny L Harle, Finn Keane.
1. Dizzy – 2:52

## Classifiche
| Classifica (2024) | Posizione massima |
| ----------------- | ----------------- |
| Grecia            | 59                |
| Lituania          | 12                |
| Regno Unito       | 42                |